# Lomographa vestaliata
Lomographa vestaliata là một loài bướm đêm trong họ Geometridae.